# Hoffmannia nesiota
Hoffmannia nesiota là một loài thực vật có hoa trong họ Thiến thảo. Loài này được Donn.Sm. mô tả khoa học đầu tiên năm 1916.